# جشنة مصفرة
جشنة مصفرة (الاسم العلمي: Anthus lutescens) (بالإنجليزية: Yellowish Pipit) هو طائر صغير من الجواثم ينتمي لفصيلة التمرة وأم عجلان.